# Dan Caine
Dan Caine   (Elmira, 10 d'agost de 1965) és un ex tinent general de la Força Aèria dels Estats Units i inversor de risc. Va ser director associat d’afers militars de la CIA entre 2021 i 2024.
Es va graduar al Virginia Military Institute el 1990 i va servir a les Forces Aèries dels Estats Units d'Amèrica en diversos càrrecs. Va ser comandant adjunt de l’Operació Inherent Resolve (2018-2019) i director de programes d’accés especial al Departament de Defensa (2019-2021).
El febrer de 2025, el president Donald Trump el va designar cap de l’ Estat Major Conjunt de l’exèrcit dels Estats Units després de destituir Charles Q. Brown Jr. Es la primera vegada en que s'ocupa el càrrec sense haver estat general o almirall en actiu i la segona en ser nomenat després de la jubilació, després de Maxwell Taylor.